# Giulio Mongeri
Giulio Mongeri (Istanbul, 1º agosto 1873 – Venezia, 30 novembre 1951) è stato un architetto italiano, che ha lavorato a lungo in Turchia, nella sua città natale.

## Biografia

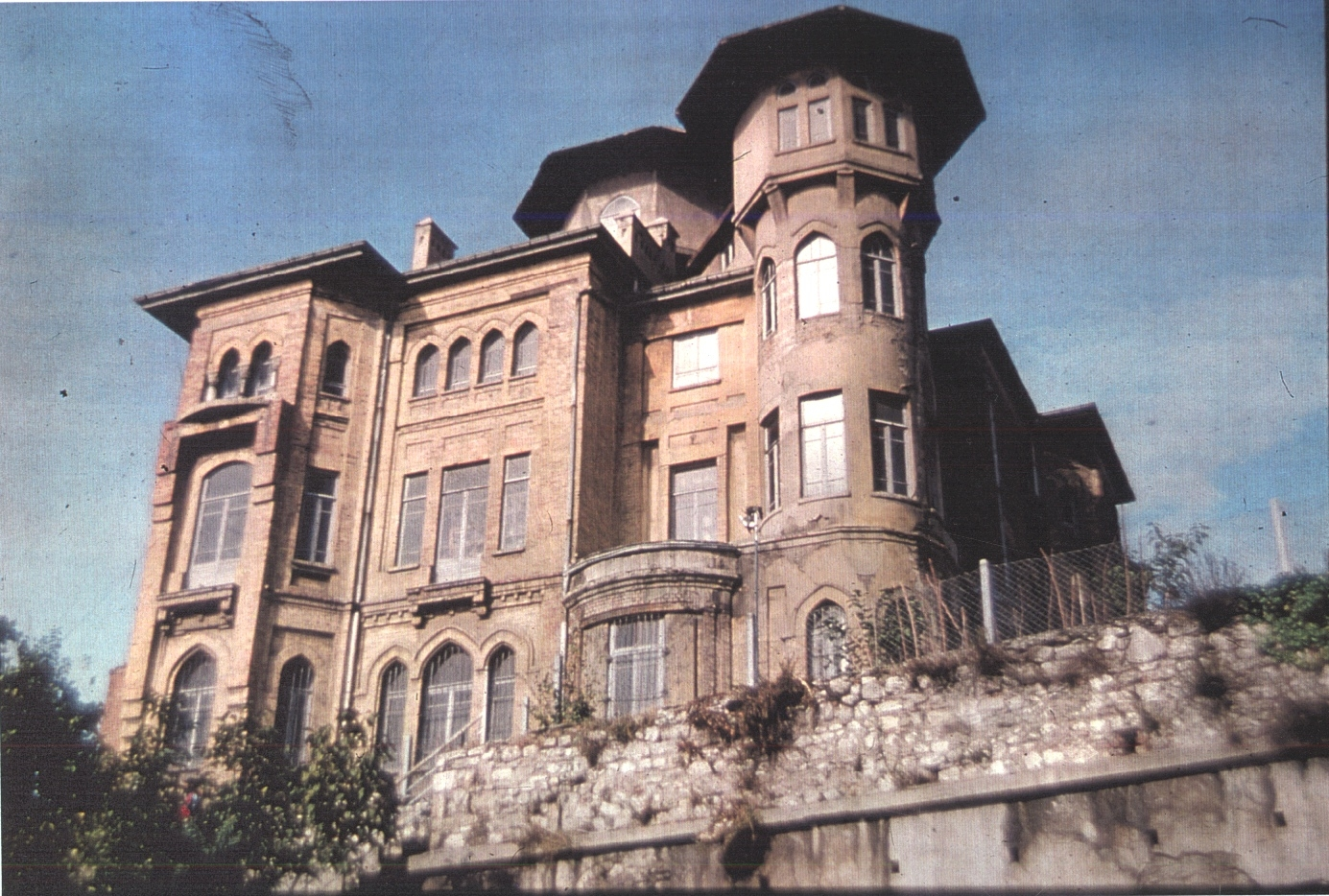
Il Bulgur Palas a Istanbul, recentemente restaurato

Giulio Mongeri fu uno degli allievi più talentuosi dell'Accademia di Brera a Milano, dove ebbe come maestro Camillo Boito (1836-1914), noto per i suoi lavori di restauro.
Ha lavorato nella natia Istanbul in vari periodi tra il 1900 e il 1930. Si è interessato all'architettura selgiuchide ed islamica.
Nel 1909 ottiene un posto all'Accademia di Belle Arti (Sanayi-i Nefise Alisi Mekteb-i) di Istanbul, sotto la direzione di Osman Hamdi Bey (1883-1910). Nel 1910, con la nomina di Halil Edhem Bey a direttore, Mongeri fu rimandato in Italia. Poté tornare a Istanbul solo dopo la conclusione dell'armistizio di Mudros, firmato il 30 ottobre 1918, che imponeva condizioni difficili all'Impero Ottomano dopo la Prima Guerra Mondiale.
Giulio Mongeri continuò a lavorare fino al 1930 e costruì edifici a Istanbul, Ankara e Bursa.
Egli è considerato uno degli esponenti più importanti del Primo movimento architettonico nazionale turco.

## Opere

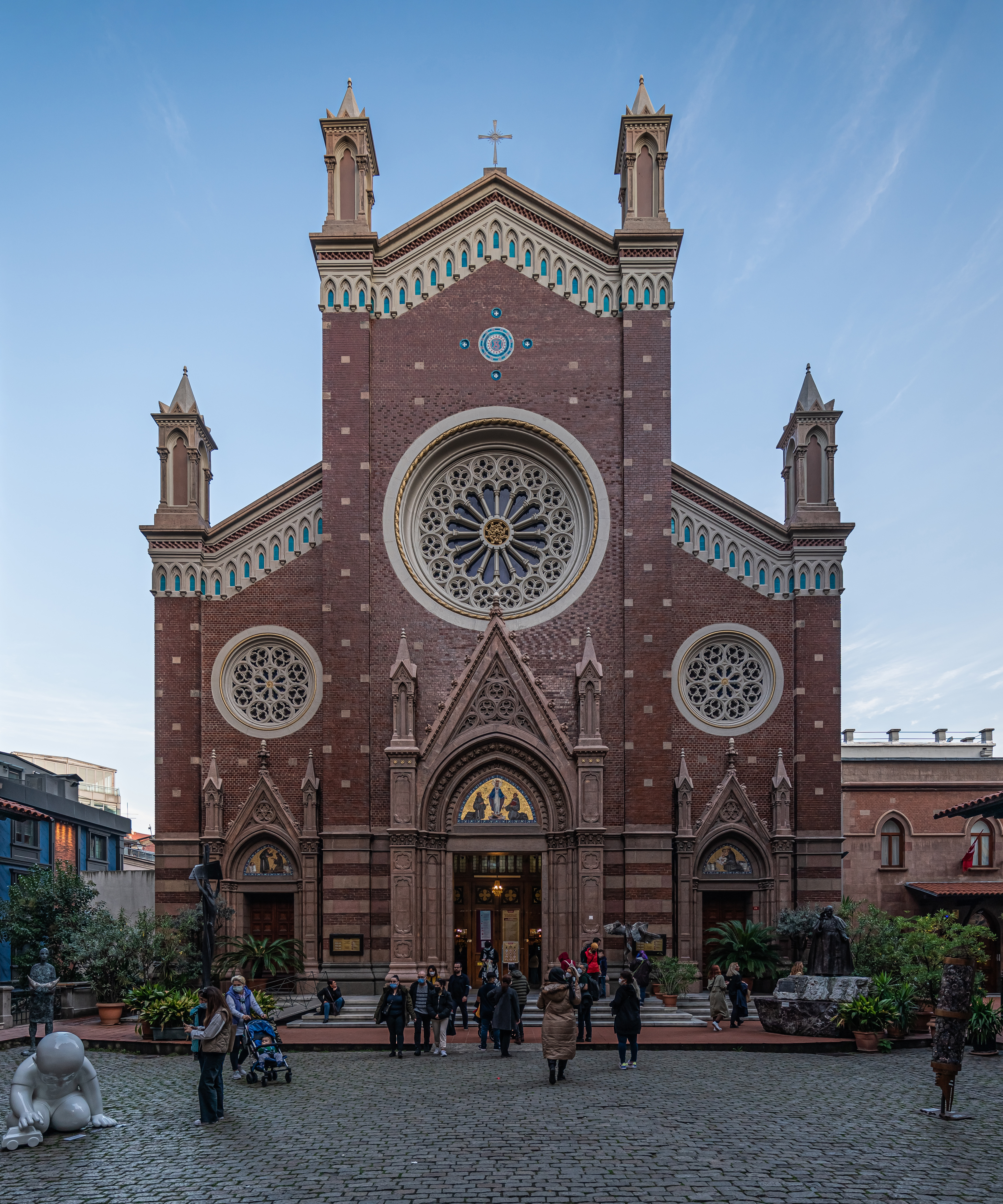
Chiesa di Sant'Antonio a Istanbul

Gli edifici di Istanbul comprendono :
- Chiesa di Sant'Antonio (1906-12) (Beyoğlu);
- Bulgur Palas (1912);
- Karaköy Palas a Istanbul (1920);
- Maçka Palas a Nişantaşı, Istanbul (1922);
- L'ex ambasciata italiana a Istanbul (1922, oggi Maçka Akif Tuncel Teknik ve Endüstri Meslek Lisesi, Scuola superiore tecnica di Maçka, davanti al Maçka Palas, sul lato opposto del Maçka Caddesi);
- Katircioglu Han, (Eminönü);
- Padiglione Haseki Nurettin Bey presso l'ospedale Haseki (1911-24);
- Clinica Güzelbahçe (Nişantaşi);
- La base del Monumento alla Repubblica di Piazza Taksim (1928).

Tra gli edifici costruiti ad Ankara ci sono i seguenti:
- La filiale della Banca Ottomana (1926);
- Sede centrale di Inhisarlar (1928);
- La sede della Ziraat Bankası ad Ankara (1926-29);
- La sede di Türkiye İş Bankası ad Ankara (1929).

a Bursa:
- Hotel Çelik (1930-32).